# Dasyproctidae
Agoutis, Acouchis
Pour les articles homonymes, voir Agouti (homonymie).
Famille
Synonymes
- Dasyproctidae Gray, 1825
- Dasyproctinae Gray, 1825

Dasyproctidae est une famille de mammifères de l'ordre des Rongeurs qui rassemble les agoutis et les acouchis. Ce sont de mammifères terrestres d'Amérique, de taille moyenne. Il ne faut pas confondre ces animaux avec l'ancien genre Agouti qui regroupe les pacas. 
Cette famille a été décrite pour la première fois en 1838 par le zoologiste Charles-Lucien Bonaparte (1803-1857), l'un des neveux de Napoléon Bonaparte.

## Liste des genres
Selon Mammal Species of the World (version 3, 2005)  (3 mai 2013), ITIS (3 mai 2013) et NCBI (3 mai 2013) :
- genre Dasyprocta Illiger, 1811 - les agoutis
- genre Myoprocta Thomas, 1903 - les acouchis

Selon Paleobiology Database (3 mai 2013) :
- genre Australoprocta
- genre Dasyprocta
- genre Incamys
- genre Litodontomys
- genre Lomomys
- genre Mesoprocta
- genre Microscleromys
- genre Myoprocta
- genre Palmiramys

## Systématique
La classification de ces rongeurs a été longtemps débattue.
En 1997, ce groupe de rongeurs avait été classé par  McKenna and Bell comme formant la sous-famille des Dasyproctinae, famille des Agoutidés, et plusieurs auteurs incluaient les Cuniculidae avec eux. D'autres, comme Starrett en 1967, classaient ces Cuniculidae dans les Dasyproctidae, comme formant la sous-famille des Cuniculinae .
Toutefois, les données moléculaires montrent qu'il s'agit plus certainement de deux familles à part entière et distinctes : les Dasyproctidae d'une part et les Cuniculidae d'autre part.
En 1982 et en 1997, Woods et McKenna & Bell classaient respectivement, quant à eux, ces deux familles dans une super-famille : les Cavioidea (dans le micro-ordre des Caviomorpha).